# Aiello del Friuli
Aiello del Friuli (furlansko Dael) je mesto in občina v Pokrajini Videm, v Furlaniji - Julijski krajini. Ima 2.105 prebivalcev. 

## Naselja
V občini je več naselij. Imena naselij v italijanščini in furlanščini:
- Ioannis / Vuanis
- Novacco / Navuac
- Uttano / Utan